# Leptostomias bilobatus
Leptostomias bilobatus és una espècie de peix de la família dels estòmids i de l'ordre dels estomiformes.

## Morfologia
- Els mascles poden assolir 11 cm de longitud total.[4][5]

## Hàbitat
És un peix marí i d'aigües subtropicals.

## Distribució geogràfica
Es troba a l'Atlàntic.